# Гуеріно Готтарді
Гуеріно Готтарді (нім. Guerino Gottardi, нар. 18 грудня 1970, Берн, Швейцарія) — швейцарський футболіст, що грав на позиції захисника, півзахисника. По завершенні ігрової кар'єри — тренер.
Чемпіон Італії. Триразовий володар кубка Італії. Дворазовий володар Суперкубка Італії з футболу. Володар Кубка Кубків УЄФА. Володар Суперкубка УЄФА.

## Ігрова кар'єра
У дорослому футболі дебютував 1989 року виступами за команду клубу «Янг Бойз», в якій провів два сезони, взявши участь у 38 матчах чемпіонату.
Протягом 1991—1995 років захищав кольори команди клубу «Ксамакс».
1995 року перейшов до клубу «Лаціо», за який відіграв 9 сезонів. За цей час виборов титул чемпіона Італії, ставав володарем Кубка Італії (тричі), володарем Суперкубка Італії з футболу (двічі), володарем Кубка Кубків УЄФА, володарем Суперкубка УЄФА. Завершив професійну кар'єру футболіста виступами за команду «Лаціо» у 2004 році.

## Кар'єра тренера
Розпочав тренерську кар'єру, повернувшись до футболу після невеликої перерви, 2008 року як тренер молодіжної команди клубу «Лаціо». Пропрацював у римському клубі один сезон. Наразі досвід тренерської роботи обмежується цим клубом.

## Статистика виступів

### Статистика клубних виступів
| Сезон                | Команда              | Усього               | Усього | Усього |
| Сезон                | Команда              | Ліга                 | Ігор   | Голів  |
| -------------------- | -------------------- | -------------------- | ------ | ------ |
| 1989-90              | «Янг Бойз»           | A                    | 4      | 0      |
| 1990-91              | «Янг Бойз»           | A                    | 34     | 1      |
| Усього за «Янг Бойз» | Усього за «Янг Бойз» | Усього за «Янг Бойз» | 38     | 1      |
| 1991-92              | «Ксамакс»            | A                    | 29     | 2      |
| 1992-93              | «Ксамакс»            | A                    | 31     | 1      |
| 1993-94              | «Ксамакс»            | A                    | 26     | 1      |
| 1994-95              | «Ксамакс»            | A                    | 33     | 4      |
| Усього за «Ксамакс»  | Усього за «Ксамакс»  | Усього за «Ксамакс»  | 119    | 8      |
| 1995-96              | «Лаціо»              | A                    | 20     | 0      |
| 1996-97              | «Лаціо»              | A                    | 18     | 0      |
| 1997-98              | «Лаціо»              | A                    | 19     | 1      |
| 1998-99              | «Лаціо»              | A                    | 13     | 0      |
| 1999-00              | «Лаціо»              | A                    | 5      | 0      |
| 2000-01              | «Лаціо»              | A                    | 3      | 0      |
| 2001-02              | «Лаціо»              | A                    | 5      | 0      |
| 2002-03              | «Лаціо»              | A                    | 1      | 0      |
| 2003-04              | «Лаціо»              | A                    | 0      | 0      |
| Усього за «Лаціо»    | Усього за «Лаціо»    | Усього за «Лаціо»    | 84     | 1      |
| Усього               | Усього               | Усього               | 241    | 10     |

## Досягнення
- Чемпіон Італії:

«Лаціо»: 1999–2000
- Володар Кубка Італії:

«Лаціо»: 1997–1998, 1999–2000, 2003–2004
- Володар Суперкубка Італії з футболу:

«Лаціо»: 1998, 2000
- Володар Кубка Кубків УЄФА:

«Лаціо»: 1998–1999
- Володар Суперкубка УЄФА:

«Лаціо»: 1999